# Götz Aly
Götz Aly, né le 3 mai 1947 à Heidelberg (en Allemagne), est un historien, écrivain et journaliste allemand. Ses travaux portent essentiellement sur l'histoire du nazisme.

## Biographie
Après des études à l’École allemande de journalisme, Götz Aly étudie l’histoire et les sciences politiques à l'université libre de Berlin. Il participe au mouvement étudiant de 1968 en Allemagne adhérant en 1970 à l’un des nombreux groupes « gauchistes », puis il milite activement au Secours rouge (Allemagne) en 1972-1973 et il a ensuite pris conscience que cette voie « révolutionnaire » n’alimentait que des illusions et contredisait ses aspirations personnelles et s'est détourné de ces mouvements.
Plus tard, il travaille comme journaliste auprès de Die Tageszeitung, de la Berliner Zeitung et de la Frankfurter Allgemeine Zeitung. En 2004-2006, il est professeur invité pour les études interdisciplinaires sur la Shoah à l’Institut Fritz Bauer de Francfort-sur-le-Main.
Il a plus tard argumenté que : les « gauchistes » des manifestations étudiantes de 1968 en Allemagne de l'Ouest prenaient « plaisir à la violence » avaient besoin d’admirer des « chefs » et « méprisaient le pluralisme », préférant la stigmatisation des intellectuels ou professeurs « douteux »  au nom d'un « antibourgeoisisme ».

## Travaux
Les recherches de Götz Aly sont orientées vers la Shoah et la participation des élites à la politique d’extermination nazie. Il accède à la notoriété à partir de 2002 avec son best-seller, Hitlers Volkstaat (traduisible par L’État populaire d’Hitler, mais publié en 2005 par Flammarion sous le titre Comment Hitler a acheté les Allemands). Il y décrit l’Allemagne nazie comme une « dictature d’accord tacite » (entre le peuple allemand et son dictateur) jusqu’à la fin de la Seconde Guerre mondiale. Ce soutien populaire s’explique par une politique de redistribution fiscale, une mobilité sociale sans précédent pour les classes pauvres de la société, et l’accroissement de l’État Providence allemand. Il montre également comment cette politique a été largement financée par le pillage des pays conquis et notamment par la spoliation des Juifs et des autres minorités. La guerre s’est déroulée sans que la pression fiscale ne s’accroisse sur le peuple allemand, qui a continué à bénéficier des avantages sociaux acquis dans les années 1930, et a même vu son niveau de vie progresser.
Les publications de Götz Aly ont suscité de vives réactions dans le milieu universitaire allemand, mais ont aussi été récompensées. Sa thèse présente une approche pluridisciplinaire de ce sujet : la possibilité de la Shoah commise par un peuple ayant atteint un très haut degré de civilisation. Il rejette les causalités lointaines. Selon lui, « Le parti national-socialiste des travailleurs allemands (NSDAP) ne doit la conquête et la consolidation de son pouvoir qu'à un ensemble de circonstances, et les facteurs les plus importants sont apparus après 1914, non avant. »
En 2008, Götz Aly a créé une vive polémique[réf. nécessaire] en publiant Unser Kampf, (en français Notre combat, non traduit en français en 2011), un livre consacré aux mouvements étudiants de 1968, et dans lequel il trace un parallèle entre le mouvement national-socialiste et celui des soixante-huitards : même jeunesse des protagonistes, même refus de l'autorité, ressemblance dans le vocabulaire (l'utilisation du mot Kampf, combat entre autres), même tendance à la radicalisation chez les nazis et chez les extrémistes de la bande à Baader, puis la Fraction armée rouge (Rote Armee Fraktion, RAF),. L'historien berlinois, né en 1947 et donc dans la fleur de l'âge révolutionnaire au début de la révolte de 1968, a délibérément mis le pronom possessif devant « combat ». Voulant s'expliquer et expliquer l'humeur de la génération soixante-huit, il jette un regard en arrière « irrité » et s'interroge sur sa propre froideur, son acharnement, son auto-tromperie, sa haine de la démocratie représentative et la tromperie sur le véritable état de la République fédérale dans les années 1960. Selon lui, aucune transformation sociale n’est sortie de cette « opposition » non seulement « extraparlementaire », mais aussi « antidémocratique ». Pour Die Welt, Aly mène une étude sérieuse des sources, citant abondamment les dossiers de l'Office pour la protection de la Constitution, parcourant les notes de l'ancien chancelier fédéral Kurt Georg Kiesinger et puisant dans les notes de Richard Löwenthal et d'Ernst Fraenkel. Aly présente une image sombre de ceux qui se considéraient comme moralement supérieurs à leurs parents. Il rappelle que seulement vingt ans après la libération d'Auschwitz, ces étudiants ont osé comparer les États-Unis aux SA et aux SS minimisant ainsi leur propre passé.
A contrario des analyses de Götz Aly, le professeur d’histoire contemporaine à l’université d’Iéna, Norbert Frei considère comme une manœuvre « inacceptable » pour un historien l’insistance à discréditer les luttes étudiantes de 1968.

## Publications (extraits)
- Götz Aly & Susanne Heim, Les Architectes de l'extermination : Auschwitz et la logique de l'anéantissement, Calmann-Lévy, 2005.
- Götz Aly (trad. Marie Gravey), Comment Hitler a acheté les Allemands : le IIIe Reich, une dictature au service du peuple [« Hitlers Volksstaat »], Paris, Flammarion, 2005, 373 p. (ISBN 978-2-08-210517-0, OCLC 77051296).
- (de) Götz Aly, Unser Kampf: 1968 - ein irritierter Blick zurück (Notre Combat : 1968 - un regard rétrospectif irrité, non traduit en français), édition Fischer, Francfort-sur-le-Main, février 2008, 256 pages,  (ISBN 3100004213).
- (de) Götz Aly, Warum die Deutschen? Warum die Juden?: Gleichheit, Neid und Rassenhass - 1800 bis 1933, édition Fischer, Francfort-sur-le-Main, août 2011, 352 p.
- (de) Götz Aly, Die Belasteten. "Euthanasie". 1939-1945. Eine Gesellschaftsgeschichte», (Les coupables. "Euthanasie". 1939-1945. Une histoire de société), S. Fischer Verlag, Francfort-sur-le-Main, 2013
- Götz Aly, Les Anormaux : Les meurtres par euthanasie en Allemagne (1939-1945), Flammarion, 2014
- (de) Götz Aly, Europa gegen die Juden. 1880 - 1945, S. Fischer Verlag, Francfort-sur-le-Main, 2017, 432 pages,  (ISBN 978-3-10-000428-4)